# Кятка
Кя́тка — река в Карелии, впадает в Белое море, протекает по Лоухскому и Кемскому районам России.
Длина реки составляет 45 км, площадь водосборного бассейна — 204 км².
Река берёт начало из ламбины без названия на высоте 81,7 м над уровнем моря. В среднем течении Кятка протекает через Ригочные озёра. Впадает в Белое море в 3 км южнее села Гридино. Длина реки составляет 45 км, площадь водосборного бассейна 204 км².

## Данные водного реестра
По данным государственного водного реестра России относится к Баренцево-Беломорскому бассейновому округу, водохозяйственный участок реки — реки бассейна Белого моря от западной границы бассейна реки Нива до северной границы бассейна реки Кемь, без реки Ковда. Речной бассейн реки — бассейны рек Кольского полуострова и Карелии, впадает в Белое море.
Код объекта в государственном водном реестре — 02020000712102000001998.